# Nekrolog Dezember 2010
Nekrolog
◄◄
| ◄
| 2006
| 2007
| 2008
| 2009
| 2010 | 2011 | 2012 | 2013 | 2014 | ► | ►►
Januar |
Februar |
März |
April |
Mai |
Juni |
Juli |
August |
September |
Oktober |
November |
Dezember 2010
Weitere Ereignisse | Allgemeiner Nekrolog 2010
Die Beschreibung der verstorbenen Person sollte so kurz wie möglich gehalten sein und nur deren signifikante Tätigkeit(en) enthalten.
Neue Namen ggf. auch unter dem Geburts- und Sterbedatum, also etwa unter 1. Januar und im Geburts- und Sterbejahr (2024) eintragen (nur bei entsprechender großer Wichtigkeit). Für Beispiele siehe die schon vorhandenen Artikel.
Außerdem über die fünf zuletzt Verstorbenen, zu denen es einen ausreichend guten Artikel für eine Präsentation auf der Hauptseite gibt, nach der todesbedingten Überarbeitung der Artikel ggf. auch unter Wikipedia Diskussion:Hauptseite informieren und sie am besten auch in den anderen Wikipedia-Sprachversionen eintragen. Tipp: Regelmäßig bei news.google.de nach „ist tot“, „gestorben“ oder „verstorben“ suchen.
Wenn eine Person gestorben ist, gibt es viele Seiten zu dieser Person in der Wikipedia, die davon auch betroffen sind und entsprechend aktualisiert werden müssen. Beispiele: Namenübersichtsseite, Geburtsjahr, Geburtsort-Seiten und viele mehr.
Wie finde ich die betroffenen Seiten?
Im Suchfeld auf der linken Seite gibt man den Suchbegriff so ein: „Vorname Nachname“. Dann klickt man auf Volltext und alle Seiten mit entsprechendem Suchtext werden aufgerufen. Hier sieht man dann schnell, wo auch das Todesjahr Sinn macht oder sogar ein Teil des Artikels angepasst werden muss. Auch hilft das „Werkzeug“ auf der linken Seite sehr gut, um solche Seiten aufzufinden: „Links auf diese Seite“. Somit ist die Wikipedia wieder aktuell in allen Bereichen! Hinweis: bei Eintragung der Kategorie „Gestorben JAHR“ wird der Missbrauchsfilter 49 ausgelöst, was jedoch nicht schlimm ist. Siehe: Spezial:Missbrauchsfilter/49
Dies ist eine Liste von im Dezember 2010 verstorbenen bekannten Persönlichkeiten. Die Einträge erfolgen innerhalb der einzelnen Daten alphabetisch sortiert. Tiere sind im Nekrolog für Tiere zu finden.

## Dezember
| Tag          | Name                                   | Beruf, bekannt als                                                                   | Alter | Beleg  |
| ------------ | -------------------------------------- | ------------------------------------------------------------------------------------ | ----- | ------ |
| 1. Dezember  | Adriaan Blaauw                         | niederländischer Astronom                                                            | 96    |        |
| 1. Dezember  | Fritz Caspari                          | deutscher Historiker und Diplomat                                                    | 96    |        |
| 1. Dezember  | Thorwald Dethlefsen                    | deutscher Esoteriker                                                                 | 63    |        |
| 1. Dezember  | Karl Hammer                            | evangelischer Kirchenhistoriker                                                      | 74    |        |
| 1. Dezember  | Dschanik Dschanojan                    | sowjetischer bzw. armenischer Politiker                                              | 82    |        |
| 1. Dezember  | Georges Eggenberger                    | Schweizer Politiker                                                                  | 82    | [ 1 ]  |
| 1. Dezember  | Shahla Jahed                           | iranische mutmaßliche Mörderin                                                       | 41    |        |
| 1. Dezember  | Hans Lippl                             | deutscher Motorrad-Geländesportler                                                   | 75    |        |
| 1. Dezember  | Alojz Srebotnjak                       | slowenischer Komponist                                                               | 79    |        |
| 2. Dezember  | Abubacarr Gaye                         | gambischer Politiker                                                                 | 59    |        |
| 2. Dezember  | Michele Giordano                       | italienischer Erzbischof und Kardinal                                                | 80    |        |
| 2. Dezember  | Fritz von Hardenberg                   | deutscher Schauspieler und Synchronsprecher                                          | 56    |        |
| 2. Dezember  | Klaus Hildebrand                       | deutscher Unternehmer                                                                | 56    |        |
| 2. Dezember  | Lee Huan                               | taiwanischer Politiker                                                               | 93    |        |
| 2. Dezember  | Ernâni Lopes                           | portugiesischer Politiker und Diplomat                                               | 68    |        |
| 2. Dezember  | Michael Bunluen Mansap                 | thailändischer Bischof                                                               | 81    |        |
| 2. Dezember  | Alfred Müller                          | deutscher Schauspieler                                                               | 84    |        |
| 2. Dezember  | Jörg Müller-Volbehr                    | deutscher Kirchenrechtler                                                            | 74    |        |
| 2. Dezember  | Pawoł Nowotny                          | sorbischer Literaturhistoriker und Volkskundler                                      | 98    |        |
| 2. Dezember  | Ron Santo                              | US-amerikanischer Baseballspieler                                                    | 70    |        |
| 2. Dezember  | Lauri Tamminen                         | finnischer Leichtathlet                                                              | 91    |        |
| 3. Dezember  | Amit Golan                             | israelischer Jazz-Pianist und -Lehrer                                                | 46    |        |
| 3. Dezember  | Edwin Nievergelt                       | Schweizer Musikwissenschaftler, Organist und Kantor                                  | 92    |        |
| 3. Dezember  | Catherine Potter                       | kanadische Flötistin                                                                 | 52    |        |
| 3. Dezember  | José Ramos Delgado                     | argentinischer Fußballspieler                                                        | 75    |        |
| 3. Dezember  | Cora Sadosky                           | argentinische Mathematikerin und Hochschullehrerin                                   | 70    |        |
| 4. Dezember  | Mohamed Mahbub Alam                    | bangladeschischer Leichtathlet                                                       | 38    |        |
| 4. Dezember  | Birthe Nielsen                         | dänische Leichtathletin                                                              | 84    |        |
| 4. Dezember  | Andreas Schwabe                        | deutscher Gitarrist                                                                  | 50    |        |
| 4. Dezember  | Shigeyama Sennojō                      | japanischer Kyōgen-Schauspieler                                                      | 87    | [ 2 ]  |
| 5. Dezember  | Marian Aldea                           | rumänischer Rugby-Union-Spieler                                                      | 58    |        |
| 5. Dezember  | Schamil Bursijew                       | russischer Fußballspieler                                                            | 25    |        |
| 5. Dezember  | David French                           | kanadischer Dramatiker                                                               | 71    |        |
| 5. Dezember  | María Ester Gatti                      | uruguayische Menschenrechtsaktivistin                                                | 92    |        |
| 5. Dezember  | Franz Hörzing                          | österreichischer Architekt                                                           | ≈97   |        |
| 5. Dezember  | John Leslie                            | US-amerikanischer Pornodarsteller                                                    | 65    |        |
| 5. Dezember  | Donald Lineberger                      | US-amerikanischer Musiker                                                            | 71    |        |
| 5. Dezember  | Don Meredith                           | US-amerikanischer Footballspieler                                                    | 72    |        |
| 5. Dezember  | John Steinbock                         | US-amerikanischer Bischof                                                            | 73    |        |
| 5. Dezember  | Virgílio Teixeira                      | portugiesischer Schauspieler                                                         | 93    |        |
| 5. Dezember  | Pedro Vidal                            | spanischer Filmschaffender                                                           | 84    |        |
| 6. Dezember  | Tawhida Ben Cheikh                     | tunesische Ärztin                                                                    | 101   |        |
| 6. Dezember  | Chen Jingkai                           | chinesischer Gewichtheber                                                            | 75    |        |
| 6. Dezember  | Hugues Cuénod                          | Schweizer Tenor                                                                      | 108   |        |
| 6. Dezember  | Mark Dailey                            | kanadischer Nachrichtensprecher und Synchronsprecher                                 | 57    |        |
| 6. Dezember  | Ambrosio Echebarria Arroita            | spanischer Bischof                                                                   | 88    |        |
| 6. Dezember  | René Hauss                             | französischer Fußballspieler                                                         | 82    |        |
| 6. Dezember  | Norman Hetherington                    | australischer Cartoonist                                                             | 89    |        |
| 6. Dezember  | Ferenc Keszthelyi                      | ungarischer Bischof                                                                  | 82    |        |
| 6. Dezember  | Ute Klophaus                           | deutsche Fotografin                                                                  | 70    |        |
| 6. Dezember  | René Le Berre                          | französischer Biologe                                                                | 78    |        |
| 6. Dezember  | James Thomas Lynn                      | US-amerikanischer Politiker                                                          | 83    |        |
| 6. Dezember  | Gerhard Maletzke                       | deutscher Kommunikationswissenschaftler und Psychologe                               | 88    |        |
| 6. Dezember  | Herbert Ossowski                       | deutscher Jugendbuchautor                                                            | 82    |        |
| 6. Dezember  | Martin Russ                            | US-amerikanischer Autor                                                              | 79    |        |
| 6. Dezember  | Júlio Tavares Rebimbas                 | portugiesischer Bischof                                                              | 88    |        |
| 6. Dezember  | Hanns Peter Wolff                      | deutscher Mediziner                                                                  | 96    |        |
| 7. Dezember  | Walter Buschhoff                       | deutscher Schauspieler                                                               | 87    | [ 3 ]  |
| 7. Dezember  | Elizabeth Edwards                      | US-amerikanische Autorin                                                             | 61    |        |
| 7. Dezember  | Jean-Charles de Fontbrune              | französischer Autor                                                                  | 75    |        |
| 7. Dezember  | Norbert Koch                           | niederländischer Radsportler                                                         | 78    |        |
| 7. Dezember  | Gus Mercurio                           | australischer Schauspieler und Boxer                                                 | 82    |        |
| 7. Dezember  | Kari Tapio                             | finnischer Schlagersänger                                                            | 65    |        |
| 7. Dezember  | Federico Vairo                         | argentinischer Fußballspieler                                                        | 80    |        |
| 7. Dezember  | Armin Weiß                             | deutscher Chemiker und Politiker                                                     | 83    |        |
| 8. Dezember  | Murray Armstrong                       | kanadischer Eishockeyspieler und -trainer                                            | 94    |        |
| 8. Dezember  | Ron Artis                              | US-amerikanischer Maler und Musiker                                                  | 61    |        |
| 8. Dezember  | Walter Demgen                          | deutscher Maler und Grafiker der Arbeitswelt                                         | 85    |        |
| 8. Dezember  | Walter Häussermann                     | deutsch-US-amerikanischer Raketeningenieur                                           | 96    |        |
| 8. Dezember  | Walter Reimers                         | deutscher Jurist                                                                     | 97    |        |
| 8. Dezember  | Pál Homonai                            | jugoslawisch-ungarischer Maler                                                       | 87?   |        |
| 8. Dezember  | Helmut Kraft                           | deutscher Tierarzt und Hochschullehrer                                               | 82    | [ 4 ]  |
| 8. Dezember  | Robert Markus                          | britischer Historiker                                                                | 86    |        |
| 8. Dezember  | Wolfram Menschick                      | deutscher Kirchenmusiker und Komponist                                               | 73    |        |
| 8. Dezember  | Jiří Strejc                            | tschechischer Komponist, Organist, Chorleiter und Musikpädagoge                      | 78    |        |
| 8. Dezember  | Trev Thoms                             | britischer Musiker                                                                   | 60    |        |
| 8. Dezember  | Bobby Woods                            | US-amerikanischer Musiker                                                            | 59    |        |
| 9. Dezember  | Hans-Joachim Bittrich                  | deutscher Chemiker                                                                   | 87    |        |
| 9. Dezember  | Alenka Gerlovič                        | jugoslawische bzw. slowenische Malerin                                               | 91    |        |
| 9. Dezember  | Hermann Goltz                          | deutscher Kirchenhistoriker                                                          | 64    |        |
| 9. Dezember  | Chuck Jordan                           | US-amerikanischer Automobildesigner                                                  | 83    |        |
| 9. Dezember  | Suzanne Keller                         | US-amerikanische Soziologin                                                          | 83    |        |
| 9. Dezember  | Alexander Kerst                        | österreichischer Schauspieler                                                        | 86    |        |
| 9. Dezember  | Wolfgang Kirsch                        | deutscher Altphilologe                                                               | 71    | [ 5 ]  |
| 9. Dezember  | Hansi Linder                           | deutsche Schauspielerin                                                              | 68    | [ 6 ]  |
| 9. Dezember  | James Moody                            | US-amerikanischer Jazzmusiker                                                        | 85    |        |
| 9. Dezember  | John Eleuthère du Pont                 | US-amerikanischer Ornithologe, Conchologe und Sportmäzen                             | 72    | [ 7 ]  |
| 9. Dezember  | Fausto Sarli                           | italienischer Modeschöpfer                                                           | 83    | [ 8 ]  |
| 9. Dezember  | Tony Schilder                          | südafrikanischer Jazzmusiker und Komponist                                           | 73    |        |
| 9. Dezember  | Katesa Schlosser                       | deutsche Ethnologin und Afrikanistin                                                 | 90    |        |
| 9. Dezember  | Dov Shilansky                          | israelischer Politiker                                                               | 86    |        |
| 9. Dezember  | Peter Spälti                           | Schweizer Manager und Politiker                                                      | 80    |        |
| 9. Dezember  | Jürgen Steinrücke                      | deutscher Kommunalpolitiker                                                          | 51    |        |
| 9. Dezember  | Thorvald Strömberg                     | finnischer Kanute                                                                    | 79    |        |
| 9. Dezember  | Boris Tischtschenko                    | russischer Komponist                                                                 | 71    |        |
| 10. Dezember | Juanita Bramlette                      | US-amerikanische Jazzsängerin                                                        | 87    |        |
| 10. Dezember | Marcel Domingo                         | französischer Fußballspieler und -trainer                                            | 86    |        |
| 10. Dezember | John B. Fenn                           | US-amerikanischer Chemiker und Nobelpreisträger                                      | 93    |        |
| 10. Dezember | Wolfgang Holst                         | deutscher Fußballfunktionär                                                          | 88    |        |
| 10. Dezember | Alfred Hummler                         | Schweizer Politiker                                                                  | 95    |        |
| 10. Dezember | Sherrill Nielsen                       | US-amerikanischer Sänger                                                             | 68    |        |
| 10. Dezember | George Pickow                          | US-amerikanischer Fotograf, Filmemacher und Musikproduzent                           | 88    |        |
| 10. Dezember | Robert Prantner                        | österreichischer Theologe, Gesellschaftsethiker und Publizist                        | 79    |        |
| 10. Dezember | Rüdiger Proske                         | deutscher Fernsehjournalist                                                          | 93    |        |
| 10. Dezember | Thomas Scheuerle                       | deutscher Kaufmann und Politiker                                                     | 66    |        |
| 10. Dezember | Andreas Schulze                        | deutscher Tierfilmer, Biologe und Germanist                                          | 45    |        |
| 10. Dezember | Jacques Swaters                        | belgischer Autorennfahrer                                                            | 84    |        |
| 10. Dezember | Ulrich Wieczorek                       | deutscher Geograph                                                                   | 65    |        |
| 11. Dezember | Christopher Cviić                      | kroatisch-britischer Journalist und Politikberater                                   | 80    |        |
| 11. Dezember | José dos Santos Garcia                 | portugiesischer Bischof                                                              | 97    |        |
| 11. Dezember | Michel Grandjean                       | Schweizer Eiskunstläufer                                                             | 79    |        |
| 11. Dezember | Anton Houtepen                         | niederländischer Theologe                                                            | 70    |        |
| 11. Dezember | Urszula Modrzyńska                     | polnische Schauspielerin                                                             | 82    |        |
| 11. Dezember | Peter Risi                             | Schweizer Fußballspieler                                                             | 60    |        |
| 11. Dezember | Charles Röthlisberger                  | Schweizer Versicherungsmanager und Sportfunktionär                                   | 71    |        |
| 11. Dezember | Horst Georg Schreiber                  | deutscher Jurist und Sportfunktionär                                                 | 82    |        |
| 11. Dezember | Herrad Wehrung                         | deutsche Sopranistin                                                                 | 85    |        |
| 12. Dezember | Manuel Caballero                       | venezolanischer Historiker und Journalist                                            | 79    |        |
| 12. Dezember | Jan De Valck                           | belgischer Radrennfahrer                                                             | 81    |        |
| 12. Dezember | Hans-Jürgen Haug                       | deutscher Journalist, Filmemacher, Schriftsteller                                    | 63    |        |
| 12. Dezember | Raymond Philip Kalisz                  | US-amerikanischer Bischof                                                            | 83    |        |
| 12. Dezember | Dan Kurzman                            | US-amerikanischer Autor und Militärhistoriker                                        | 88    |        |
| 12. Dezember | Jacob Lateiner                         | US-amerikanischer Pianist                                                            | 82    |        |
| 12. Dezember | Timothée Malendoma                     | zentralafrikanischer Politiker                                                       | 75    |        |
| 12. Dezember | Peter Pagel                            | deutscher Fußballspieler                                                             | 54    |        |
| 12. Dezember | Tom Walkinshaw                         | britischer Renningenieur und Teambesitzer                                            | 64    | [ 9 ]  |
| 12. Dezember | Hansi Wendler                          | deutsche Schauspielerin                                                              | 98    |        |
| 13. Dezember | Tony Castillo                          | singapurischer Jazzmusiker                                                           | 64    |        |
| 13. Dezember | Fernand Corbat                         | Schweizer Politiker                                                                  | 85    |        |
| 13. Dezember | Maynard Wayne Glitman                  | US-amerikanischer Botschafter                                                        | 77    |        |
| 13. Dezember | Heinz Hartwig                          | österreichischer Regisseur und Dramaturg                                             | 66    |        |
| 13. Dezember | Richard Holbrooke                      | US-amerikanischer Diplomat und Herausgeber                                           | 69    |        |
| 13. Dezember | Karl Leuteritz                         | deutscher Diplomat                                                                   | 87    |        |
| 13. Dezember | Enrique Morente                        | spanischer Musiker                                                                   | 67    |        |
| 13. Dezember | Remmy Ongala                           | tansanischer Musiker und Sänger                                                      | 63    |        |
| 13. Dezember | Takeshi Watabe                         | japanischer Synchronsprecher                                                         | 74    |        |
| 13. Dezember | Woolly Wolstenholme                    | britischer Musiker                                                                   | 63    |        |
| 14. Dezember | Adalbert Eledui                        | palauischer Politiker                                                                | 62    |        |
| 14. Dezember | Teclaire Bille Esono                   | äquatorialguineische Fußballspielerin                                                | 22    |        |
| 14. Dezember | Baldefrid Hanisch                      | deutscher Bauingenieur, Professor für Siedlungswasserwirtschaft                      | 91    |        |
| 14. Dezember | Walter Müller                          | Schweizer Fußballspieler                                                             | 90    |        |
| 14. Dezember | Neva Patterson                         | US-amerikanische Schauspielerin                                                      | 90    |        |
| 14. Dezember | Pascal Rakotomavo                      | madagassischer Politiker                                                             | 76    |        |
| 14. Dezember | Rudolf Seiferlein                      | deutscher Kaufmann                                                                   | 89    |        |
| 14. Dezember | Ruth Park                              | neuseeländisch-australische Autorin                                                  | 93    |        |
| 14. Dezember | Sem Chaimowitsch Simkin                | russischer Schriftsteller und Nachdichter                                            | 73    |        |
| 14. Dezember | Richard Lee Sisco Jr.                  | US-amerikanischer Saxophonist                                                        | 50    |        |
| 15. Dezember | Rachel Bromwich                        | britische Linguistin                                                                 | 95    |        |
| 15. Dezember | Alfredo Castañeda                      | mexikanisch-spanischer Maler                                                         | 72    |        |
| 15. Dezember | Peter O. Chotjewitz                    | deutscher Schriftsteller                                                             | 76    |        |
| 15. Dezember | Bernard Patrick Devlin                 | irischer Bischof                                                                     | 89    |        |
| 15. Dezember | Blake Edwards                          | US-amerikanischer Filmregisseur                                                      | 88    |        |
| 15. Dezember | Günter Grabbert                        | deutscher Schauspieler                                                               | 79    |        |
| 15. Dezember | Teuvo Hatunen                          | finnischer Skilangläufer                                                             | 66    |        |
| 15. Dezember | Eugen Theodor Martin                   | deutscher Unternehmer und Stifter                                                    | 84    |        |
| 15. Dezember | Thomas Oliver Newnham                  | neuseeländischer Lehrer und politischer Aktivist                                     | 84    |        |
| 15. Dezember | Tetsuji Nishikawa                      | japanischer Physiker und ein Gründer des Forschungszentrum für Hochenergiephysik KEK | 84    |        |
| 15. Dezember | Anas Mussajewitsch Pschichatschew      | muslimischer Geistlicher aus Russland                                                | 43    |        |
| 15. Dezember | Hans-Joachim Rauschenbach              | deutscher Sportreporter                                                              | 87    |        |
| 15. Dezember | Jean Rollin                            | französischer Filmregisseur                                                          | 72    |        |
| 15. Dezember | Hilde Rössel-Majdan                    | österreichische Opernsängerin                                                        | 89    |        |
| 15. Dezember | Eugene Victor Wolfenstein              | US-amerikanischer Politikwissenschaftler                                             | 70    |        |
| 16. Dezember | Hermann Ansorge                        | deutscher Agrikulturchemiker                                                         | 82    | –      |
| 16. Dezember | François Gayot                         | haitianischer Bischof                                                                | 83    |        |
| 16. Dezember | Heinz Goesmann                         | deutscher Architekt                                                                  | 90    | HAZ    |
| 16. Dezember | Kazimir Hnatow                         | französischer Fußballspieler                                                         | 81    | –      |
| 16. Dezember | Sterling Lyon                          | kanadischer Politiker                                                                | 83    |        |
| 16. Dezember | Ernst-Otto Meyer                       | deutscher Fußballspieler                                                             | 83    |        |
| 16. Dezember | Ivan Palec                             | tschechischer Schauspieler                                                           | 77    |        |
| 16. Dezember | Thien Tran                             | deutsch-vietnamesischer Schriftsteller                                               | 31    |        |
| 16. Dezember | Karen Tuttle                           | US-amerikanische Bratschistin und Musikpädagogin                                     | 90    |        |
| 17. Dezember | Glen Adams                             | jamaikanischer Musiker und Musikproduzent                                            | 65    |        |
| 17. Dezember | Captain Beefheart                      | US-amerikanischer Künstler                                                           | 69    |        |
| 17. Dezember | Celia von Bismarck                     | Schweizer Rot-Kreuz-Botschafterin                                                    | 39    |        |
| 17. Dezember | Ralph Coates                           | englischer Fußballspieler                                                            | 64    |        |
| 17. Dezember | Wilfried Gerhardt                      | deutscher Sportjournalist und Fußballfunktionär                                      | 80    |        |
| 17. Dezember | Dick Gibson                            | britischer Formel-1-Fahrer                                                           | 92    |        |
| 17. Dezember | Eugene Goldwasser                      | US-amerikanischer Biochemiker                                                        | 88    |        |
| 17. Dezember | Ellinor Holland                        | deutsche Verlegerin                                                                  | 82    |        |
| 17. Dezember | Heinz-Helmut von Hinckeldey            | deutscher General                                                                    | 96    |        |
| 17. Dezember | Othmar Motter                          | österreichischer Grafiker                                                            | 83    |        |
| 17. Dezember | Wolf Redl                              | deutscher Schauspieler und Regisseur                                                 | 71    |        |
| 17. Dezember | Lina Romay                             | US-amerikanische Sängerin und Schauspielerin                                         | 91    |        |
| 17. Dezember | Michail Umansky                        | deutscher Schachspieler                                                              | 58    |        |
| 17. Dezember | María Jesús San Segundo                | spanische Politikerin                                                                | 52    |        |
| 17. Dezember | Jürgen Schmidt                         | deutscher Bauforscher und Vorderasiatischer Archäologe                               | 81    |        |
| 17. Oktober  | Bruno Heinrich Schubert                | deutscher Unternehmer, Konsul und Mäzen                                              | 90    |        |
| 18. Dezember | Wilhelm Abb                            | deutscher Geodät                                                                     | 95    |        |
| 18. Dezember | Rudolf Ahlswede                        | deutscher Mathematiker                                                               | 72    |        |
| 18. Dezember | Armando Borrajo                        | argentinischer Radrennfahrer                                                         | 34    | [ 10 ] |
| 18. Dezember | John Bukovsky                          | US-amerikanischer Erzbischof und Diplomat                                            | 86    |        |
| 18. Dezember | Yves David                             | französischer Fußballspieler                                                         | 82    |        |
| 18. Dezember | Daniel Muñoz Díaz                      | mexikanischer Fußballspieler                                                         |       |        |
| 18. Dezember | Ernst Engelberg                        | deutscher Historiker                                                                 | 101   |        |
| 18. Dezember | Anne-Marie Im Hof-Piguet               | Schweizer Fluchthelferin und Menschenrechtlerin                                      | 94    |        |
| 18. Dezember | Max Jammer                             | israelischer Physiker                                                                | 95    |        |
| 18. Dezember | Tommaso Padoa-Schioppa                 | italienischer Politiker                                                              | 70    |        |
| 18. Dezember | Jacqueline de Romilly                  | französische Philologin                                                              | 97    |        |
| 18. Dezember | Günter Ruch                            | deutscher Schriftsteller                                                             | 54    |        |
| 18. Dezember | Carl Friedrich Stober                  | deutscher Sportfunktionär                                                            | 100   |        |
| 18. Dezember | Rodica Tapalagă                        | rumänische Schauspielerin                                                            | 71    |        |
| 18. Dezember | Naim Uludoğan                          | türkischer Maler, Offizier                                                           |       |        |
| 19. Dezember | Harold Blanchard                       | US-amerikanischer Pianist, Arrangeur und Komponist                                   | 80    |        |
| 19. Dezember | Marin Ivașcu                           | rumänischer Fußballspieler                                                           | 43    |        |
| 19. Dezember | Anthony Howard                         | britischer Journalist, Herausgeber und Autor                                         | 76    |        |
| 19. Dezember | Egmont Jenny                           | italienischer Arzt, Politiker und Publizist                                          | 86    | [ 11 ] |
| 19. Dezember | Ivo Padovan                            | jugoslawischer Mediziner                                                             | 88    |        |
| 19. Dezember | Trudy Pitts                            | US-amerikanische Jazzmusikerin                                                       | 77    |        |
| 19. Dezember | Roy Romain                             | britischer Schwimmer                                                                 | 92    |        |
| 19. Dezember | Horst Ueberhorst                       | deutscher Sportwissenschaftler                                                       | 85    |        |
| 19. Dezember | Axel G. Schmidt                        | deutscher Betriebswirt                                                               | 52    |        |
| 20. Dezember | Witali Basin                           | russischer Schauspieler                                                              | 62    |        |
| 20. Dezember | Dominique Fabre                        | Schweizer Schriftsteller und Drehbuchautor                                           | 81    |        |
| 20. Dezember | Jos Gemmeke                            | niederländische Widerstandskämpferin                                                 | 88    |        |
| 20. Dezember | Brian Hanrahan                         | britischer Journalist                                                                | 61    |        |
| 20. Dezember | Hans Hoyos-Sprinzenstein               | österreichischer Forstwirt und Großgrundbesitzer                                     | 87    |        |
| 20. Dezember | Wolfgang Kudrnofsky                    | österreichischer Schriftsteller                                                      | 83    |        |
| 20. Dezember | Steve Landesberg                       | US-amerikanischer Schauspieler                                                       | 74    |        |
| 20. Dezember | Jean-Pierre Leloir                     | französischer Fotograf                                                               | 79    |        |
| 20. Dezember | James Robert Mann                      | US-amerikanischer Politiker                                                          | 90    |        |
| 20. Dezember | Maurizio Marchesi                      | italienischer Journalist                                                             | 63    |        |
| 20. Dezember | Marlene Norst                          | australisch-österreichische Sprachwissenschaftlerin, Pädagogin und Philanthrop       | 80    |        |
| 20. Dezember | Fritz Rittner                          | deutscher Zivilrechtswissenschaftler                                                 | 89    |        |
| 20. Dezember | Josef Adolf Schmoll genannt Eisenwerth | deutscher Kunsthistoriker                                                            | 95    |        |
| 20. Dezember | Paul Schweda                           | österreichischer Fußballspieler                                                      | 80    |        |
| 20. Dezember | Magnolia Shorty                        | US-amerikanische Rapperin                                                            | 28    |        |
| 20. Dezember | Katharina Szelinski-Singer             | deutsche Bildhauerin                                                                 | 92    |        |
| 21. Dezember | Enzo Bearzot                           | italienischer Fußballspieler und -trainer                                            | 83    |        |
| 21. Dezember | Giovanni Ferrofino                     | italienischer Erzbischof                                                             | 98    |        |
| 21. Dezember | David Hennessy, 3. Baron Windlesham    | britischer Politiker                                                                 | 78    |        |
| 21. Dezember | Joseph Hinterleithner                  | österreichischer Keramiker                                                           | 64    |        |
| 21. Dezember | Marcia Lewis                           | US-amerikanische Schauspielerin und Sängerin                                         | 72    |        |
| 21. Dezember | Ion Papuc                              | rumänischer Fußballspieler                                                           | 68    |        |
| 21. Dezember | Jack Tracy                             | US-amerikanischer Redakteur und Musikproduzent                                       | 84    |        |
| 22. Dezember | Wolfgang Johannes Bekh                 | deutscher Schriftsteller                                                             | 85    |        |
| 22. Dezember | Jean Chamant                           | französischer Politiker                                                              | 97    |        |
| 22. Dezember | Fred Foy                               | US-amerikanischer Radio- und Fernsehsprecher                                         | 89    |        |
| 22. Dezember | Walter T. Galligan                     | US-amerikanischer Offizier, Generalleutnant der US Air Force                         | 85    |        |
| 22. Dezember | Peter Klimanek                         | deutscher Physiker                                                                   | 75    |        |
| 22. Dezember | Herwig Lenau                           | österreichischer Theaterintendant                                                    | 84    |        |
| 22. Dezember | Leslie J. Mehrhoff                     | US-amerikanischer Botaniker                                                          | 60    | [ 12 ] |
| 22. Dezember | Gerhard Schürer                        | deutscher Politiker                                                                  | 89    |        |
| 23. Dezember | Heinz Adameck                          | deutscher SED-Funktionär                                                             | 89    | [ 13 ] |
| 23. Dezember | Maria Barreira                         | portugiesische Bildhauerin und Lehrerin                                              | 96    |        |
| 23. Dezember | Celestino Rocha da Costa               | são-toméischer Politiker                                                             | 72    |        |
| 23. Dezember | K. Karunakaran                         | indischer Politiker                                                                  | 92    |        |
| 23. Dezember | Werner Ketterl                         | deutscher Arzt, Zahnarzt und Hochschullehrer                                         | 85    |        |
| 23. Dezember | Jack Towers                            | US-amerikanischer Radiomoderator und Toningenieur                                    | 96    |        |
| 24. Dezember | Edsel Albert Ammons                    | US-amerikanischer Bischof                                                            | 86    |        |
| 24. Dezember | Ricardo "Tarragona"                    | spanischer Perkussionist                                                             | 46    |        |
| 24. Dezember | Elisabeth Beresford                    | britische Autorin                                                                    | 84    |        |
| 24. Dezember | Dánjal Pauli Danielsen                 | färöischer Politiker                                                                 | 91    |        |
| 24. Dezember | Irmin Frank                            | österreichische Textilkünstlerin                                                     | ~71   |        |
| 24. Dezember | Frans de Munck                         | niederländischer Fußballspieler                                                      | 88    |        |
| 24. Dezember | David Kenworthy, 11. Baron Strabolgi   | britischer Politiker                                                                 | 96    |        |
| 24. Dezember | Helmut Lenz                            | deutscher Politiker                                                                  | 80    |        |
| 24. Dezember | Gottfried Mraz                         | österreichischer Historiker und Archivar                                             | 75    |        |
| 24. Dezember | Roy Neuberger                          | US-amerikanischer Kunstmäzen                                                         | 107   |        |
| 24. Dezember | José Orlandis                          | spanischer Historiker                                                                | 92    |        |
| 24. Dezember | Orestes Quércia                        | brasilianischer Politiker                                                            | 72    |        |
| 24. Dezember | Ingeborg Renner                        | deutsche Politikerin                                                                 | 80    |        |
| 24. Dezember | Neil Rogers                            | US-amerikanischer Radiomoderator                                                     | 68    |        |
| 24. Dezember | Hartmann Scheiblechner                 | deutscher Psychologe                                                                 | 71    | [ 14 ] |
| 24. Dezember | Myrna Smith                            | US-amerikanische Sängerin und Songwriterin                                           | 69    |        |
| 24. Dezember | Eino Tamberg                           | estnischer Komponist                                                                 | 80    |        |
| 25. Dezember | Carlos Andrés Pérez                    | venezolanischer Politiker                                                            | 88    |        |
| 25. Dezember | Olivier Dedie                          | Schweizer Lokalhistoriker                                                            |       |        |
| 25. Dezember | Luis Manresa Formosa                   | guatemaltekischer Bischof                                                            | 95    |        |
| 25. Dezember | Rolf Geissbühler                       | Schweizer Schriftsteller                                                             | 69    |        |
| 25. Dezember | Bud Greenspan                          | US-amerikanischer Filmemacher                                                        | 84    |        |
| 25. Dezember | Herbert Haum                           | deutscher Tourismusmanager                                                           | 85    |        |
| 25. Dezember | Karel Hron                             | tschechischer Organist und Musikpädagoge                                             | 83    |        |
| 25. Dezember | Dorothy Jones                          | US-amerikanische Sängerin                                                            | 76    |        |
| 25. Dezember | Josef Kürten                           | deutscher Politiker                                                                  | 82    |        |
| 25. Dezember | Jorge Mayer                            | argentinischer Erzbischof                                                            | 95    |        |
| 25. Dezember | Kurd Pieritz                           | deutscher Schauspieler                                                               | 92    |        |
| 25. Dezember | Jens Scheiblich                        | deutscher Schauspieler                                                               | 68    |        |
| 25. Dezember | Robert Walter                          | österreichischer Jurist                                                              | 79    |        |
| 25. Dezember | Qian Yunhui                            | chinesischer Politiker und Bürgerrechtler                                            | 53    |        |
| 26. Dezember | Sepp Baumgartner                       | österreichischer Politiker                                                           | 88    |        |
| 26. Dezember | Salvador Jorge Blanco                  | dominikanischer Politiker                                                            | 84    |        |
| 26. Oktober  | Rainer Ballreich                       | deutscher Biomechaniker                                                              | 80    |        |
| 26. Dezember | Michael Bommes                         | deutscher Sozialwissenschaftler und Migrationswissenschaftler                        | 56    |        |
| 26. Dezember | John Bulaitis                          | britischer Erzbischof und vatikanischer Diplomat                                     | 77    |        |
| 26. Dezember | Albert Ghiorso                         | US-amerikanischer Kernphysiker                                                       | 95    |        |
| 26. Dezember | Miguel Maria Giambelli                 | brasilianischer Bischof                                                              | 90    |        |
| 26. Dezember | Pablo S. Gomez                         | philippinischer Comic- und Drehbuchautor                                             | 81    |        |
| 26. Dezember | Bill Jones                             | englischer Fußballspieler                                                            | 89    |        |
| 26. Dezember | Harry Maier                            | deutscher Ökonom                                                                     | 76    |        |
| 26. Dezember | Teena Marie                            | US-amerikanische Musikerin                                                           | 54    |        |
| 26. Dezember | Dary Reis                              | brasilianischer Schauspieler                                                         | 84    |        |
| 26. Dezember | Carlos Sansegundo                      | spanischer Maler und Bildhauer                                                       | 80    |        |
| 26. Dezember | Anton Schulte                          | deutscher Evangelist                                                                 | 85    |        |
| 26. Dezember | Edward Timothy Tozer                   | kanadischer Paläontologe                                                             | 82    |        |
| 26. Dezember | Bernard Wilson                         | US-amerikanischer Sänger                                                             | 64    |        |
| 27. Dezember | Walter Balmer                          | Schweizer Fußballspieler                                                             | 62    |        |
| 27. Dezember | Bernard-Pierre Donnadieu               | französischer Schauspieler                                                           | 61    |        |
| 27. Dezember | Joseph Angelo Grech                    | australischer Bischof                                                                | 62    |        |
| 27. Dezember | Rykle Borger                           | deutscher Altorientalist                                                             | 81    |        |
| 27. Dezember | Peter Kreisky                          | österreichischer Soziologe                                                           | 66    |        |
| 27. Dezember | Bill Maddox                            | US-amerikanischer Schlagzeuger                                                       | 57    |        |
| 27. Dezember | Grant McCune                           | US-amerikanischer Spezialeffektkünstler                                              | 67    |        |
| 27. Dezember | Karen Meffert                          | Schweizer Radio- und Fernsehmoderatorin                                              | 83    |        |
| 27. Dezember | David F. Noble                         | US-amerikanischer Technologie-, Wissenschafts- und Bildungshistoriker                | 65    |        |
| 27. Dezember | David Aubrey Scott                     | britischer Diplomat und Wirtschaftsmanager                                           | 91    |        |
| 27. Dezember | Rory Thomas                            | australischer Jazztrompeter                                                          | 68    |        |
| 27. Dezember | Albert Wucher                          | deutscher Journalist und Historiker                                                  | 90    |        |
| 28. Dezember | Fred Angerer                           | deutscher Architekt                                                                  | 85    |        |
| 28. Dezember | Hermann Josef Busch                    | deutscher Musikwissenschaftler und Hochschullehrer                                   | 67    |        |
| 28. Dezember | Avi Cohen                              | israelischer Fußballspieler                                                          | 54    |        |
| 28. Dezember | Eva Deissen                            | österreichische Journalistin und Kolumnistin                                         | 63    |        |
| 28. Dezember | Denis Dutton                           | neuseeländischer Philosoph und Unternehmer                                           | 66    |        |
| 28. Dezember | Christoph Gerhardt                     | deutscher Germanist                                                                  | 70    |        |
| 28. Dezember | Eckart van Hooven                      | deutscher Bankmanager und Politiker                                                  | 85    |        |
| 28. Dezember | Wili Kawaldschiew                      | bulgarischer Rocksänger                                                              | 65    |        |
| 28. Dezember | Gene Kelton                            | US-amerikanischer Musiker, Sänger und Songwriter                                     | 57    |        |
| 28. Dezember | Seppl Lamprecht                        | italienischer Landwirt und Politiker                                                 | 41    | [ 15 ] |
| 28. Dezember | Hideko Takamine                        | japanische Schauspielerin                                                            | 86    |        |
| 28. Dezember | Billy Taylor                           | US-amerikanischer Jazzmusiker                                                        | 89    |        |
| 28. Dezember | Agathe von Trapp                       | österreichische Sängerin                                                             | 97    |        |
| 28. Dezember | Peter Walker                           | britischer anglikanischer Theologe und Bischof von Ely                               | 91    |        |
| 28. Dezember | Wladimir Wardunas                      | russischer Drehbuchautor                                                             | 53    |        |
| 29. Dezember | Walter Adamson                         | deutscher Schriftsteller                                                             | 99    |        |
| 29. Dezember | Vladan Batić                           | serbischer Politiker                                                                 | 61    |        |
| 29. Dezember | Atina Bojadži                          | jugoslawische Schwimmerin                                                            | 66    |        |
| 29. Dezember | Bill Erwin                             | US-amerikanischer Schauspieler                                                       | 96    |        |
| 29. Dezember | Kurt Di Gallo                          | Schweizer Manager                                                                    | 72    |        |
| 29. Dezember | Mondine Garcia                         | französischer Jazzgitarrist                                                          | 74    |        |
| 29. Dezember | Pawel Koltschin                        | russischer Skilangläufer                                                             | 80    |        |
| 29. Dezember | Thomas Landsberg                       | deutscher Kommunalpolitiker                                                          | 65    |        |
| 29. Dezember | Manny Lehman                           | deutsch-israelischer Informatiker und Hochschullehrer                                | 85    |        |
| 29. Dezember | Josef Schweighofer                     | österreichischer Politiker                                                           | 100   |        |
| 29. Dezember | Eduardo Azevedo Soares                 | portugiesischer Politiker                                                            | 79    |        |
| 29. Dezember | Sören Wibe                             | schwedischer Politiker                                                               | 64    |        |
| 30. Dezember | Peter Dalcher                          | Schweizer Dialektologe und Chefredaktor des schweizerischen Idiotikons               | 84    |        |
| 30. Dezember | Paul Calle                             | US-amerikanischer Briefmarkenkünstler                                                | 82    |        |
| 30. Dezember | Ellis Clarke                           | Politiker aus Trinidad und Tobago                                                    | 93    |        |
| 30. Dezember | Bobby Farrell                          | niederländischer DJ und Popsänger                                                    | 61    |        |
| 30. Dezember | Thomas Funck                           | schwedischer Hörspiel- und Kinderbuchautor, Synchronsprecher und Musiker             | 91    |        |
| 30. Dezember | Dieter Morgenroth                      | deutscher Politiker                                                                  | 65    |        |
| 30. Dezember | Franz Müller-Heuser                    | deutscher Opernsänger                                                                | 78    | [ 16 ] |
| 30. Dezember | Nick Santo                             | US-amerikanischer Sänger                                                             | 69    |        |
| 30. Dezember | Malcolm Spence                         | südafrikanischer Sprinter                                                            | 73    |        |
| 30. Dezember | Prunella Stack                         | britische Fitnesstrainerin und Autorin                                               | 96    |        |
| 30. Dezember | Tom Vandergriff                        | US-amerikanischer Politiker                                                          | 84    |        |
| 30. Dezember | Otto Heinrich Walliser                 | deutscher Paläontologe                                                               | 82    |        |
| 30. Dezember | Reiner Wiehl                           | deutscher Philosoph                                                                  | 81    |        |
| 31. Dezember | Jesús María Coronado Caro              | kolumbianischer Bischof                                                              | 92    |        |
| 31. Dezember | Herbert Dellwing                       | deutscher Kunsthistoriker                                                            | 70    |        |
| 31. Dezember | Murrell Ewing                          | US-amerikanischer Bischof                                                            | 69    |        |
| 31. Dezember | Werner Hoppe                           | deutscher Ringer                                                                     | 76    |        |
| 31. Dezember | Raymond Impanis                        | belgischer Radrennfahrer                                                             | 85    |        |
| 31. Dezember | Yves-Marie Labé                        | französischer Journalist                                                             | 56    |        |
| 31. Dezember | Tove Maës                              | dänische Schauspielerin                                                              | 89    |        |
| 31. Dezember | Sigfrido Martín Begué                  | spanischer Maler, Architekt und Designer                                             | 51    |        |
| 31. Dezember | Per Oscarsson                          | schwedischer Schauspieler                                                            | 83    |        |
| 31. Dezember | Frans Poptie                           | niederländischer Violinist                                                           | 92    |        |
| 31. Dezember | Heinz Schimmelpfennig                  | deutscher Schauspieler und Regisseur                                                 | 91    |        |
| 31. Dezember | Shi Tiesheng                           | chinesischer Schriftsteller                                                          | 59    |        |
| 31. Dezember | Ludwig Zepner                          | deutscher Porzellankünstler und Erfinder                                             | 79    |        |
|              | Thomas Brehl                           | deutscher Neonazi                                                                    | 53    |        |